# 東濃鉄道モハ110形電車
東濃鉄道モハ110形電車（とうのうてつどうモハ110がたでんしゃ）は、東濃鉄道が同社駄知線にて運用する目的で導入した電車（制御電動車）である。
編成を組成する制御車クハ210形ともども、西武鉄道より同社モハ151形・クハ1151形を譲り受けたもので、1964年（昭和39年）と1966年（昭和41年）の2度にわたって、モハ110形111・112およびクハ210形211・212の計4両が導入され、2両編成2本を組成し運用された。
1974年（昭和49年）10月の駄知線全線廃止後は、総武流山電鉄（現・流鉄）と名古屋鉄道（名鉄）へ各1編成ずつ譲渡され、総武流山鉄道譲渡車両はモハ1000形・クハ50形、名鉄譲渡車両は3790系の形式がそれぞれ付与された。譲渡先においては、前者は1988年（昭和63年）まで、後者は1985年（昭和60年）まで、それぞれ運用された。
以下、本項ではモハ110形およびクハ210形の両形式について、東濃鉄道在籍当時から譲渡先における動向まで詳述する。

## 導入経緯
開通当初は非電化路線であった駄知線は1948年（昭和23年）7月に直流1,500 V規格にて電化され、同時に本数増発と所要時分の大幅な短縮が実現した。電化完成による利便性向上に伴って輸送人員は年々増加し、1960年代には一日平均の輸送人員が10,000人を突破した。
そのため、従来保有した電車（モハ100形・クハ200形）のみでは輸送力不足が懸念されたことから、東濃鉄道は車両増備による駄知線の輸送力増強を計画、同時期に西武鉄道にて余剰となったモハ151形・クハ1151形を譲り受け導入した。西武モハ151形・クハ1151形は、現・西武鉄道の前身事業者の一つである旧・西武鉄道が、同社路線の電化開業に際して1927年（昭和2年）から翌1928年（昭和3年）にかけて導入した車両群で、昭和初期に川崎造船所（現・川崎重工業）が日本国内の私鉄各社に納入した、深い屋根と広い腰板部を特徴とする全鋼製車体の電車、いわゆる「川崎造船形（川造形）」の一形式に数えられる車両である。
1964年（昭和39年）4月にモハ155-クハ1156、1966年（昭和41年）10月にクモハ152-クハ1151の計2編成4両が西武鉄道より譲渡され、前者はモハ110形111-クハ210形211（以下「111編成」）、後者はモハ110形112-クハ210形212（以下「112編成」）の形式・記号番号をそれぞれ付与された。導入に際しては、西武所沢車両工場において車体各部の補修のほか、各部の仕様を東濃鉄道仕様に合わせる改造が施工され、特に制御電動車モハ110形はパンタグラフを従来の先頭寄りから連結面へ移設の上、パンタグラフ搭載部周辺の屋根を低屋根仕様に改造された。これは駄知線下石 - 駄知間に存在する駄知山トンネルの狭小な車両限界に合致させるため施工されたものである。また、111編成と112編成では細部の仕様が異なり、後に入線した112編成は側窓サッシがアルミサッシ仕様であるなど、各部が相対的に近代化されている。

## 車体
全長17,100 mm・全幅2,715 mmの全鋼製車体を備える。頑丈な魚腹式台枠の上に組み立てられた、深い屋根と腰板部を広く取った車体という、「川造形」特有の重厚な外観を特徴とする。ただし、前述の通り東濃鉄道への導入に際しては車体の改修工事が施工されたため、外板の張替え補修に伴って原形では車体各部に存在したリベットが幕板部と屋根部の接合部分を除いて全面的に除去され、また窓部上下の補強帯（ウィンドウシル・ヘッダー）がリベットを有した段付形状から溶接による平板形状に改められている。さらに、112編成は「川造形」の特徴の一つである前面および客用扉直上の屋根部に設置されるアーチ形状の水切りを撤去し、車体全周にわたって雨樋を新設している。
制御電動車モハ110形・制御車クハ210形とも一方の妻面にのみ運転台を備える片運転台仕様で、西武鉄道在籍当時は両運転台仕様であったモハ112（西武クモハ152）も導入に際して片運転台化改造が施工され、連結面側の妻面には貫通路および貫通幌を備える。運転台側妻面は非貫通構造とし、3枚の前面窓を備えるが、111編成が西武鉄道在籍当時と同じくサッシ窓型の1枚窓を3枚配置するのに対して、112編成は3枚の前面窓全てをHゴムによる固定支持とした点が異なる。
側面には片側3箇所設けられた1,000 mm幅の片開客用扉のほか、380 mm幅の乗務員扉と700 mm幅の二段上昇式の側窓を備える。側面窓配置はモハ110形・クハ210形とも d D 6 D 6 D 1（d：乗務員扉、D：客用扉、各数値は側窓の枚数）で、西武鉄道在籍当時と変化はないが、東濃鉄道への導入に際しては西武鉄道在籍当時に設置された各客用扉下部の張り出し形のステップが撤去されている。また、111編成は木製サッシ仕様で、戸袋窓形状がサッシ窓型であるのに対して、112編成は導入時の改修に際して窓サッシがアルミサッシ化され、戸袋窓は前面窓と同じくHゴムによる固定支持に改められている。
屋根部には原形と同じくお碗形ベンチレーターを屋根上左右に2列配置で搭載する。また、モハ110形については前述の通りパンタグラフの連結面への移設および低屋根化改造が施工され、パンタグラフ取り付け部の屋根高は3,492 mmと原形 (3,736 mm) より244 mm低屋根化されている。
車内座席はロングシート仕様で、各客用扉間に計4箇所、定員48人分の座席が設けられている。運転台は妻面中央部に設けられ、運転台を含む乗務員空間と客室空間は中央部分が仕切り壁によって、仕切り壁の左右はHポールによってそれぞれ区分されている。

## 主要機器
主要機器については、西武鉄道在籍当時と同じくウェスティングハウス・エレクトリック (WH) 製の機器を多く採用する。
制御装置は電空単位スイッチ式間接非自動加速制御（HL制御）仕様のウェスティングハウス・エレクトリックHL-272-G6を搭載する。主電動機はウェスティングハウス・エレクトリックWH-556-J6直流直巻電動機（端子電圧750 V時定格出力75 kW、同定格回転数985 rpm）を、歯車比3.94 (71:18) にて1両あたり4基搭載する。
台車はモハ110形が住友製鋼所（後の住友金属工業）KS-31L、クハ210形が同KS-30Lを装着する。いずれも鋳鋼組立型の台車枠を備える釣り合い梁式台車である。固定軸間距離2,135 mm・車輪径860 mmの基本設計は両台車で共通するものの、基礎制動装置が電動車用台車であるKS-31Lが両抱き（クラスプ）式であるのに対して、制御車・付随車用台車であるKS-30Lは片押し（シングル）式と異なる。
制動装置は動作弁にウェスティングハウス・エア・ブレーキ (WABCO) 開発のM三動弁を用いる元空気溜管式自動空気ブレーキ仕様で、モハ110形の制動装置はAMM、クハ210形の制動装置はACMとそれぞれ呼称された。
集電装置は、主要機器と同じく西武鉄道在籍当時からのPS13A国鉄制式戦時設計型菱形パンタグラフを、モハ110形に1両あたり1基搭載する。
連結器は、西武鉄道在籍当時は前面・連結面とも柴田式密着連結器仕様であったが、東濃鉄道への導入に際して前面の連結器のみ並形自動連結器に交換した。この際、密着連結器当時の胴受はそのまま流用し、並形自動連結器用の取付座を胴受下部に新設して並形自動連結器を装着している。

## 運用

### 導入から駄知線廃止まで
駄知線は本形式の導入翌年、1965年（昭和40年）度に一日平均輸送人員が過去最高の12,878人を記録した。そのような状況下、本形式は東濃鉄道唯一の2両固定編成を組成する、最も収容力の高い大型車として重用された。もっとも、同時期にはモータリゼーションの影響が顕著となり、同年をピークに駄知線の輸送人員は年々減少の一途を辿った。
その後、駄知線は1972年（昭和47年）7月13日の昭和47年7月豪雨にて土岐津 - 神明口間の土岐川に架かる土岐川橋梁が流失、全線で運行休止となった。以降、本形式も駄知線所属の他形式同様に休車となった。
約2年間の営業休止期間を経て復旧は断念され、1974年（昭和49年）10月21日付で駄知線は全線廃止となった。運行再開を見越して保管されていた本形式を始めとする駄知線所属の全車両も、同日付で除籍された。
廃線後1年余を経過した1975年（昭和50年）に、111編成が総武流山電鉄へ、112編成が名古屋鉄道（名鉄）へそれぞれ譲渡された。当時の東濃鉄道は名鉄傘下のグループ企業となっており、東濃鉄道からの車両の引き受け要請を受諾する形で、当時としては極めて異例となる、中小私鉄から大手私鉄である名鉄への譲渡が決定したという経緯を有する。
また、両社への譲渡に際しては、111編成・112編成とも名鉄鳴海工場にて各種改造が施工されている。

### 総武流山電鉄譲渡車両（モハ1002・クハ55）
当時の総武流山電鉄は、同社路線の電化開業に際して導入したモハ100形の車体修繕工事および中間付随車化改造を計画しており、同形式の改造入場時における代替車両確保などを目的として、1975年（昭和50年）8月に東濃111編成を譲り受けた。
導入に際しては、モハ111の制御装置を国鉄制式機種であるCS5電空カム軸式間接自動制御器に換装したほか、運転台位置の左側への移設・乗務員扉の拡幅（500 mm幅）・運転台仕切り壁の新設による全室運転室構造化・前照灯のシールドビーム2灯化・前面窓および戸袋窓のHゴム固定支持化・側窓のアルミサッシ化などが施工された。車体塗装は総武流山電鉄標準塗装のオレンジ地に腰板上部へ白帯を配したものに改められた。
形式および記号番号は、モハ111がモハ1000形1002、クハ211がクハ50形55とそれぞれ改められた。車番末尾が2両で異なるのは、2両とも既存形式に編入され、その続番が付与されたことによるものである。
導入後は東濃鉄道在籍当時と同じくモハ1002-クハ55の2両による編成を組成したが、1200形（元西武501系）の導入に伴って、1981年（昭和56年）6月8日付でクハ55が除籍された。編成相手を失ったモハ1002は、クハ55と同日付で除籍されたモハ1000形1001の同形制御車であったクハ50形52（いずれも元西武クハ1211形）と新たに編成を組成した。
その後、1987年（昭和62年）に1300形「あかぎ」（元西武551系）が導入されたことに伴って、モハ1002・クハ52とも翌1988年（昭和63年）1月8日付で除籍された。

### 名古屋鉄道譲渡車両（3790系）
第一次オイルショックを契機とした輸送量急増に直面し、車両事情が逼迫していた名鉄は、前述の通り東濃鉄道からの引き受け要請を受諾する形で、1975年（昭和50年）5月に東濃112編成を譲り受けた。なお、名鉄は車両引き受け要請受諾に際して、各部仕様が相対的に近代化されていた112編成の譲渡を希望し、導入に至った。
同時期の名鉄は、東濃112編成のほか、3880系（元東急3700系）およびモ870形（元札幌市電A830形）といった他事業者からの譲渡車両を多数導入し、喫緊の課題であった輸送事情の改善を図った。
導入に際しては、自動列車停止装置（M式ATS）の新設のほか、車体塗装がスカーレット1色塗装に変更するなど小規模な仕様変更が施されたのみで、総武流山電鉄へ譲渡された111編成のような運転台位置変更・乗務員扉の拡幅などは施工されていない。名鉄におけるスカーレット1色塗装は、従来7000系「パノラマカー」の専用塗装であったが、前述した3880系導入を契機として名鉄が保有する鉄軌道車両の標準塗装と定められたため、それを踏襲したものである。主要機器については東濃鉄道在籍当時と変化はなく、間接非自動制御（HL制御）仕様のまま存置された。そのため、名鉄における新形式は、名鉄の架線電圧1,500 V路線区にて運用される既存のHL車各形式と同じく3700番台に区分され、モハ112はモ3790形3791、クハ212はク2790形2791とそれぞれ形式・記号番号を改め、3790系と総称された。車体の車番標記は、他の譲渡車両各形式と同じく名鉄仕様の切り出し文字によるボールド体のローマン書体に改められた。
3790系は同社築港線の専用車両として導入され、従来築港線専用編成として運用されていた3800系ク2815（2代）-モ3816-ク2818の編成に代わって1975年（昭和50年）8月より運用を開始した。運用開始に際しては、前述したク2815（2代）をモ3791とク2791の間に中間付随車代用として組み込み、3両編成を組成した。また、残るモ3816-ク2818は制御装置の進段制限（力行制御の直列段固定）など築港線専用仕様を解除して幹線系統へ再転属し、幹線系統の運用車両増加に用いられた。
導入後は前照灯のシールドビーム2灯化が施工された程度で大きな改造を施工されることなく、終始築港線にて運用されたのち、1985年（昭和60年）3月28日付で除籍された。